# 石碁南駅
石碁南駅（せきごみなみえき、中文表記: 石碁南站）は中華人民共和国広東省広州市番禺区にある広州地下鉄3号線の駅。2024年11月1日に3号線東延長区間の開通に伴い開業した。当駅に広州新城車両基地が接続している。

## 歴史
- 2020年7月31日：「広州新城西駅（仮称）」が着工される[2]。
- 2023年6月：駅名が石碁南駅と決定[3]。
- 2024年11月1日：開業[1]。

## 駅構造
島式ホーム2面3線を有する地下駅。3、4番線は線路を共有している。コンコースは地下1階、ホームは地下2階。出口は4か所ある。
| 番線 | 路線    | 行先                           |
| ---- | ------- | ------------------------------ |
| 1    | ■ 3号線 | 海傍方面                       |
| 3    | ■ 3号線 | 予備ホーム                     |
| 4    | ■ 3号線 | 予備ホーム                     |
| 2    | ■ 3号線 | 機場北・天河バスターミナル方面 |

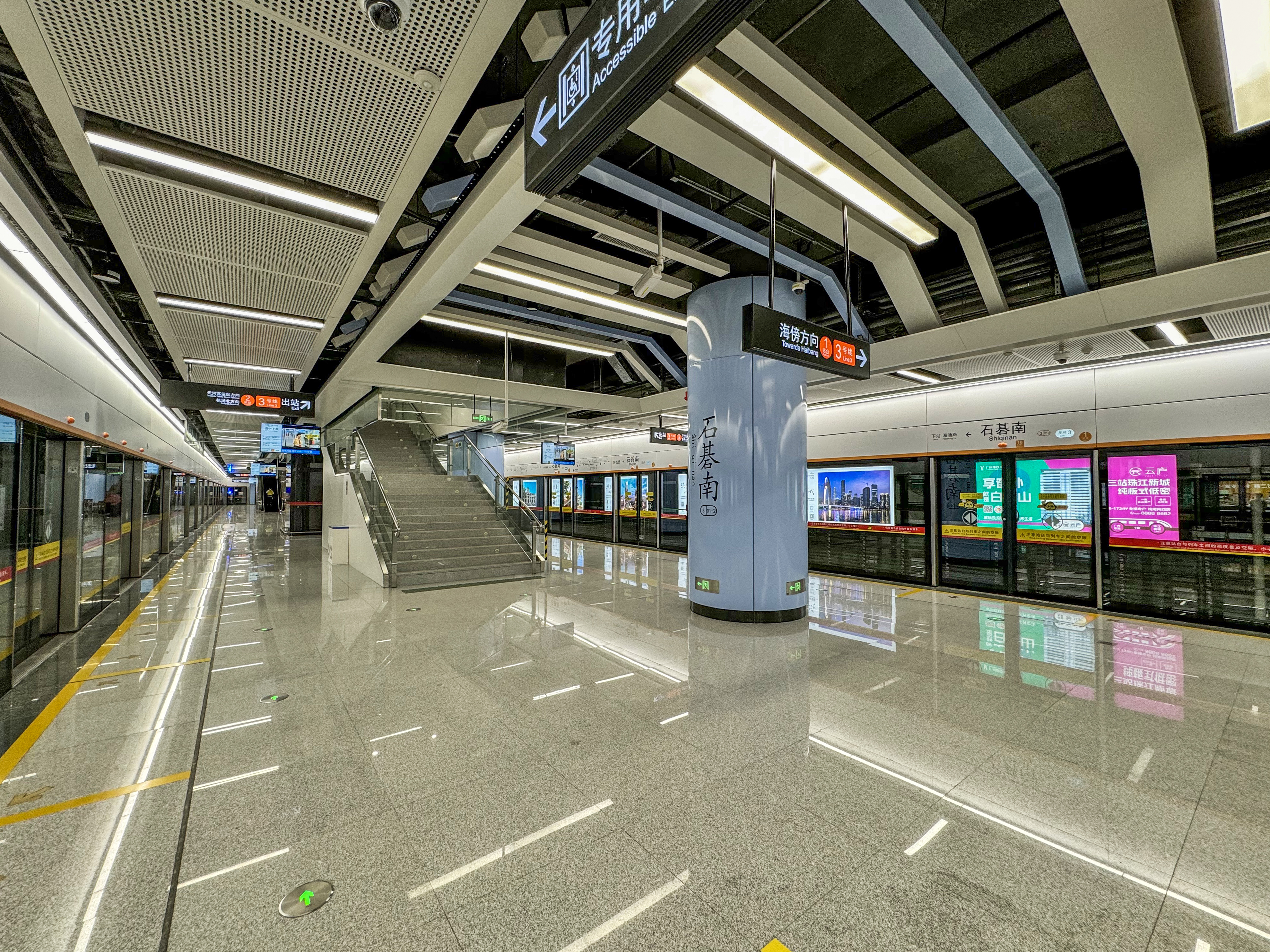
1・4番線ホーム
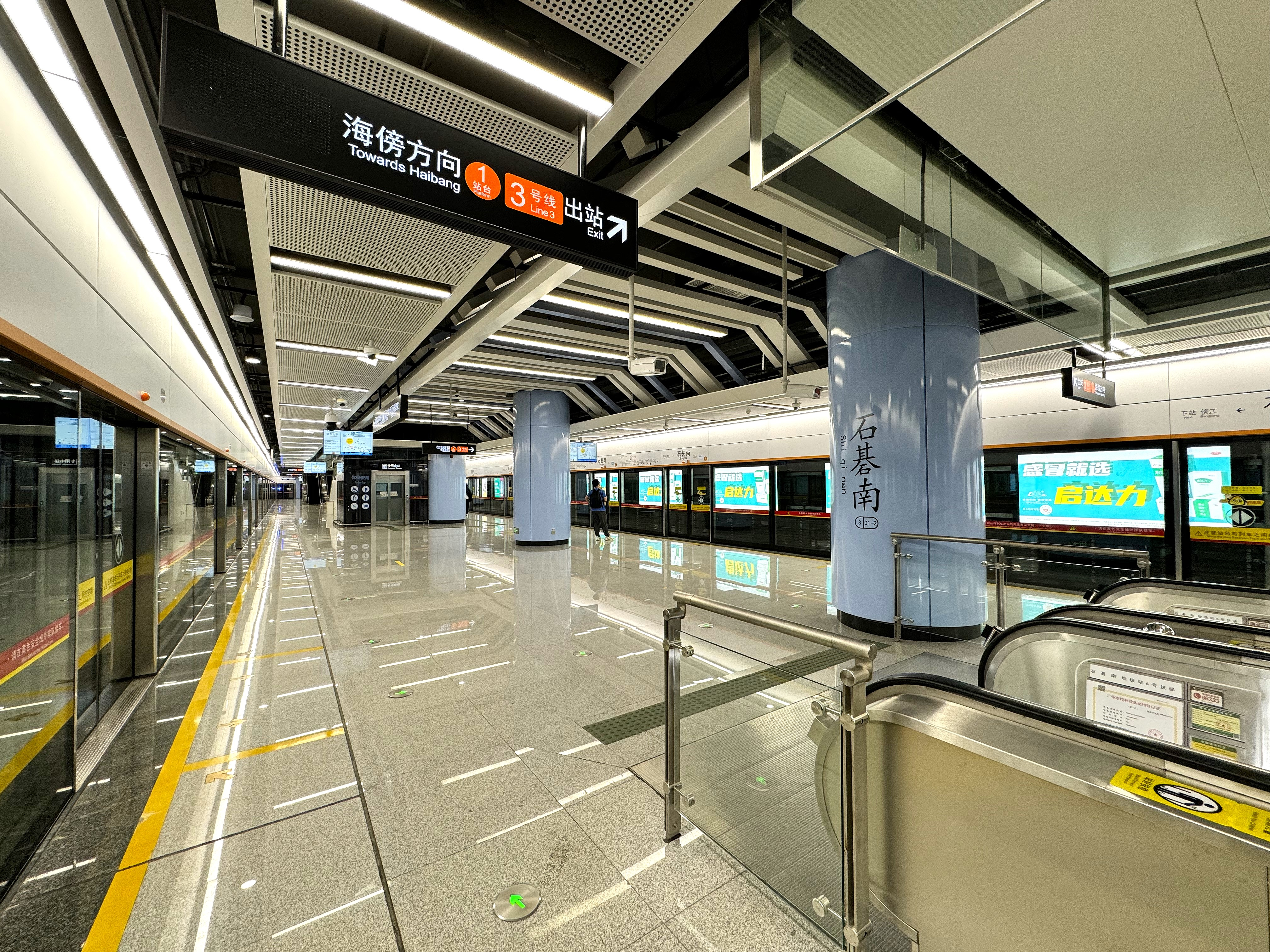
2・3番線ホーム
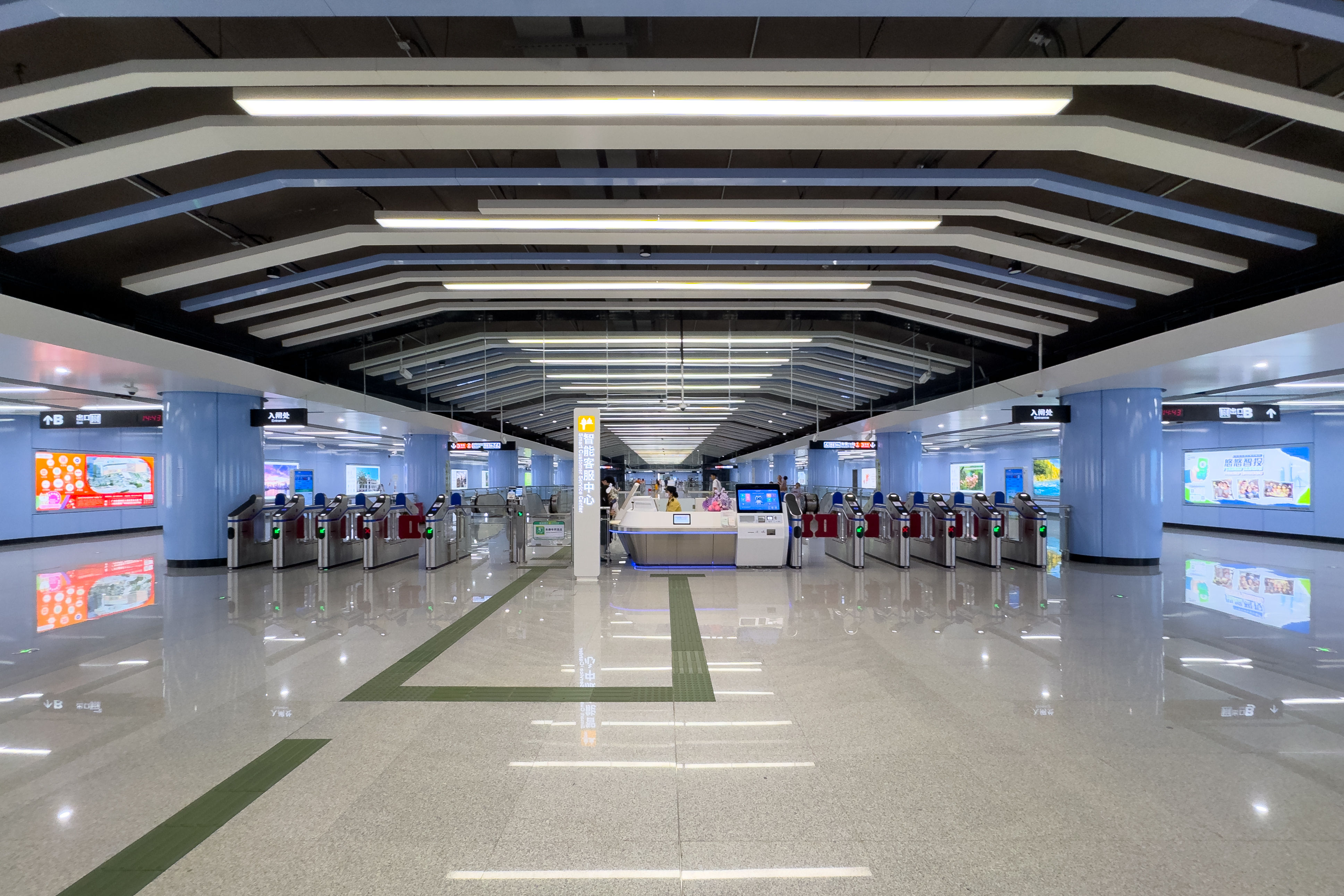
コンコース

## 駅周辺
- 盛恒家園・夢想家
- 合勁嘉福創新城
- 金龍城・財富広場
- 広州新城車両基地（中国語版）

## 隣の駅
広州地下鉄
■ 3号線
海涌路駅 301-3 - 石碁南駅 301-2 - 傍江駅 301-1